# Septième district congressionnel du Colorado
Le 7e district congressionnel du Colorado est un district de l'État américain du Colorado. Autrefois situé uniquement dans la partie nord-est de l'État, le district englobe désormais les parties occidentales de la zone métropolitaine de Denver, notamment Golden, Lakewood, Arvada et Broomfield, ainsi que les comtés centraux du Colorado : El Paso, Jefferson, Park, Teller, Lake, Chaffee, Fremont et Custer.
Le district est représenté par la Démocrate Brittany Pettersen depuis 2023.

## Histoire

### Années 2000
Le 7e district congressionnel a été créé à la suite du recensement américain de 2000 et du redécoupage associé des districts du Colorado. Il se composait autrefois de portions des comtés d'Adams, d'Arapahoe et de Jefferson (voir ci-dessus pour la liste la plus récente). Les limites ont été tracées par un tribunal après que la législature de l'État n'a pas réussi à s'entendre sur un plan de redécoupage.

## Caractéristiques
Comme dessiné à l'origine, le 7e était un district de « combat équitable » qui était divisé à peu près à 50-50 entre les démocrates et les républicains. Le premier membre du Congrès du siège, le Républicain Bob Beauprez, a abandonné le siège en 2006 pour se présenter au poste de Gouverneur, et a été remplacé par le Démocrate Ed Perlmutter. Depuis, une tendance démocrate croissante dans la banlieue de Denver a permis à Perlmutter de renforcer son emprise sur le siège.
Le redécoupage après le recensement de 2010 a déplacé le district vers les parties les plus peuplées du Comté de Jefferson, le rendant légèrement plus démocrate. Le recensement de 2020 a considérablement modifié le district, absorbant les zones rurales de la partie centrale de l'État. Bien que le district accueille beaucoup plus de population rurale qu'auparavant, la majeure partie de la population vit toujours dans les comtés de Jefferson et de Broomfield, ce qui donne au district une tendance légèrement démocrate.

## Géographie
| #   | Comté      | Siège         | Population |
| --- | ---------- | ------------- | ---------- |
| 14  | Broomfield | Broomfield    | 76 860     |
| 15  | Chaffee    | Salida        | 20 617     |
| 27  | Custer     | Westcliffe    | 5 534      |
| 43  | Fremont    | Cañon City    | 50 318     |
| 59  | Jefferson  | Golden        | 576 366    |
| 65  | Lake       | Leadville     | 7 365      |
| 93  | Park       | Fairplay      | 18 117     |
| 119 | Teller     | Cripple Creek | 24 617     |

### Villes de 10 000 personnes ou plus
- Lakewood – 155 984
- Arvada – 124 402
- Westminster – 116 317
- Broomfield – 74 112
- Dakota Ridge – 33 892
- Wheat Ridge – 32 398
- Golden – 20 399
- Cañon City – 17 141
- Superior – 13 094

### Villes de 2 500 à 10 000 personnes
- Fairmount – 9 324
- Evergreen – 9 307
- Applewood – 7 833
- Salida – 5 666
- Edgewater – 5 005
- West Pleasant View – 4 327
- Lincoln Park – 3 934
- Florence – 3 822
- Penrose – 3 685
- Genesee – 3 610
- Park Center – 2 953
- Buena Vista – 2855
- Leadville – 2 633

## Historique de vote[2]
| Années | Poste     | Résultats               |
| ------ | --------- | ----------------------- |
| 2004   | Président | Kerry 51,0 % – 48,0 %   |
| 2008   | Président | Obama 59,0 % – 40,0 %   |
| 2012   | Président | Obama 56,0 % – 41,0 %   |
| 2016   | Président | Clinton 51,0 % – 39,0 % |
| 2020   | Président | Biden 60,0 % – 37,0 %   |

## Liste des Représentants du district
| Membre                            | Parti       | Années                          | Congrès     | Histoire électorale |
| --------------------------------- | ----------- | ------------------------------- | ----------- | --- |
| District établi le 3 janvier 2003 |             |                                 |             | |
| Bob Beauprez                      | Républicain | 3 janvier 2003 - 3 janvier 2007 | 108e , 109e | Élu en 2002. Réélu en 2004. Retrait pour se présenter comme Gouverneur du Colorado.                                            |
| Ed Perlmutter                     | Démocrate   | 3 janvier 2007 - Présent        | 110e - 117e | Élu en 2006. Réélu en 2008. Réélu en 2010. Réélu en 2012. Réélu en 2014. Réélu en 2016. Réélu en 2018. Réélu en 2020. Retrait. |
| Brittany Pettersen                | Démocrate   | 3 janvier 2023 - en cours       | 118e - 119e | Élue en 2022. Réélue en 2024.                                                                                                  |

## Résultats des récentes élections
Voici les résultats des dix précédents cycles électoraux dans le district.

## Frontières historiques du district

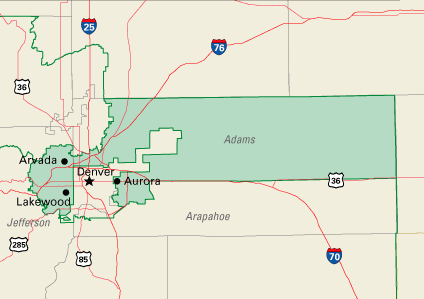
2003 - 2013

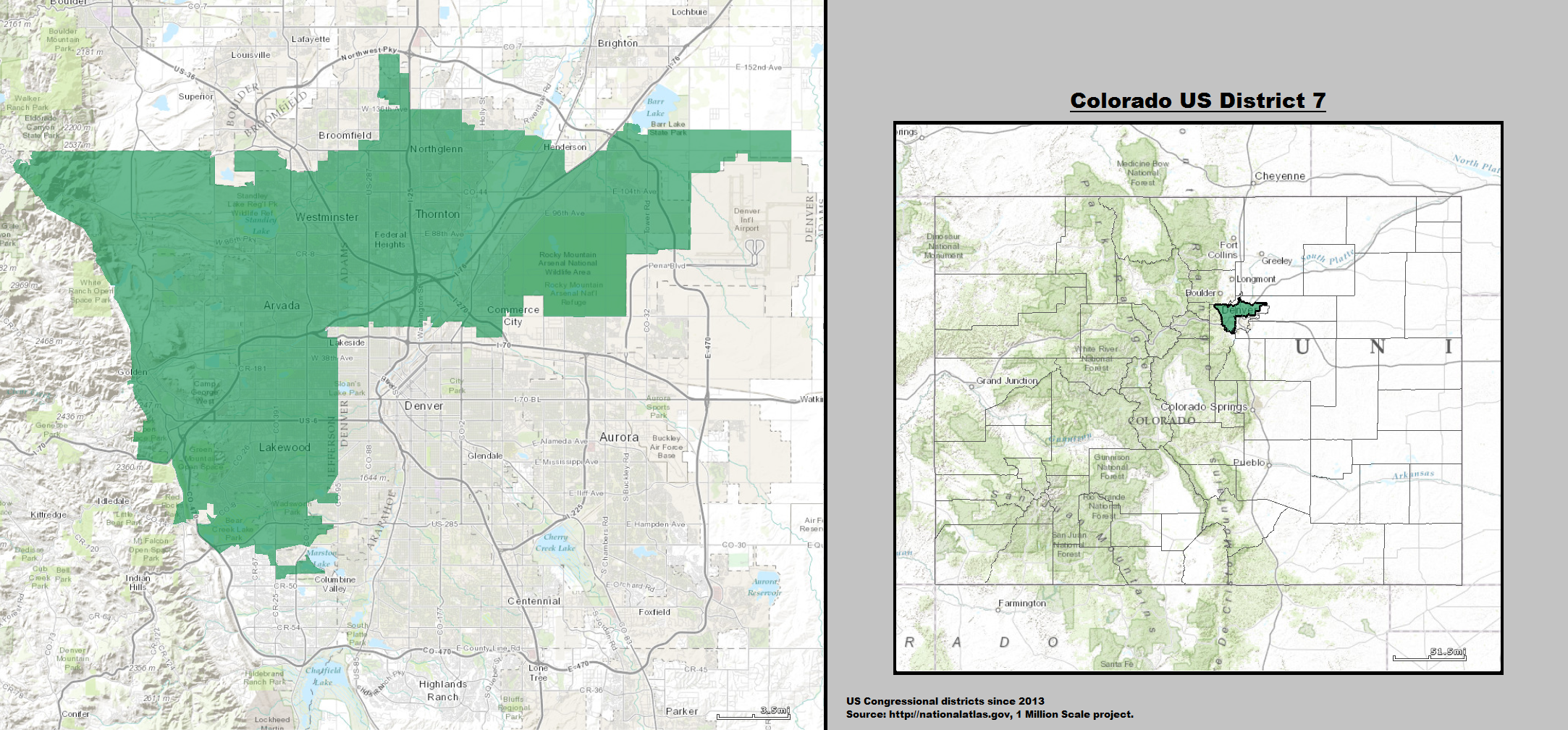
2013 - 2023

### 2004
| Élection de 2004 du 7e district congressionnel du Colorado | Élection de 2004 du 7e district congressionnel du Colorado | Élection de 2004 du 7e district congressionnel du Colorado | Élection de 2004 du 7e district congressionnel du Colorado | Élection de 2004 du 7e district congressionnel du Colorado |
| ---------------------------------------------------------- | ---------------------------------------------------------- | ---------------------------------------------------------- | ---------------------------------------------------------- | ---------------------------------------------------------- |
| Parti                                                      | Parti                                                      | Candidat                                                   | Votes                                                      | %                                                          |
|                                                            | Républicain                                                | Bob Beauprez (sortant)                                     | 135 571                                                    | 55,0                                                       |
|                                                            | Démocrate                                                  | Dave Thomas                                                | 106 026                                                    | 43,0                                                       |
|                                                            | Constitution                                               | Clyde J. Harkins                                           | 6 167                                                      | 2,0                                                        |
| Total des votes                                            | Total des votes                                            | Total des votes                                            | 247 764                                                    | 100 %                                                      |
|                                                            | Les Républicains conservent                                |                                                            |                                                            |                                                            |

### 2006
| Élection de 2006 du 7e district congressionnel du Colorado | Élection de 2006 du 7e district congressionnel du Colorado | Élection de 2006 du 7e district congressionnel du Colorado | Élection de 2006 du 7e district congressionnel du Colorado | Élection de 2006 du 7e district congressionnel du Colorado |
| ---------------------------------------------------------- | ---------------------------------------------------------- | ---------------------------------------------------------- | ---------------------------------------------------------- | ---------------------------------------------------------- |
| Parti                                                      | Parti                                                      | Candidat                                                   | Votes                                                      | %                                                          |
|                                                            | Démocrate                                                  | Ed Perlmutter                                              | 103 918                                                    | 55,0                                                       |
|                                                            | Républicain                                                | Rick O'Donnell                                             | 79 571                                                     | 42,0                                                       |
|                                                            | Vert                                                       | Dave Chandler                                              | 3 073                                                      | 2,0                                                        |
|                                                            | Constitution                                               | Roger McCarville                                           | 2 605                                                      | 1,0                                                        |
| Total des votes                                            | Total des votes                                            | Total des votes                                            | 189 172                                                    | 100 %                                                      |
|                                                            | Les Démocrates prennent aux Républicains                   |                                                            |                                                            |                                                            |

### 2008
| Élection de 2008 du 7e district congressionnel du Colorado | Élection de 2008 du 7e district congressionnel du Colorado | Élection de 2008 du 7e district congressionnel du Colorado | Élection de 2008 du 7e district congressionnel du Colorado | Élection de 2008 du 7e district congressionnel du Colorado |
| ---------------------------------------------------------- | ---------------------------------------------------------- | ---------------------------------------------------------- | ---------------------------------------------------------- | ---------------------------------------------------------- |
| Parti                                                      | Parti                                                      | Candidat                                                   | Votes                                                      | %                                                          |
|                                                            | Démocrate                                                  | Ed Perlmutter (sortant)                                    | 173 931                                                    | 63,0                                                       |
|                                                            | Républicain                                                | John W. Lerew                                              | 100 055                                                    | 37,0                                                       |
| Total des votes                                            | Total des votes                                            | Total des votes                                            | 273 986                                                    | 100 %                                                      |
|                                                            | Les Démocrates conservent                                  |                                                            |                                                            |                                                            |

### 2010
| Élection de 2010 du 7e district congressionnel du Colorado | Élection de 2010 du 7e district congressionnel du Colorado | Élection de 2010 du 7e district congressionnel du Colorado | Élection de 2010 du 7e district congressionnel du Colorado | Élection de 2010 du 7e district congressionnel du Colorado |
| ---------------------------------------------------------- | ---------------------------------------------------------- | ---------------------------------------------------------- | ---------------------------------------------------------- | ---------------------------------------------------------- |
| Parti                                                      | Parti                                                      | Candidat                                                   | Votes                                                      | %                                                          |
|                                                            | Démocrate                                                  | Ed Perlmutter (sortant)                                    | 112 667                                                    | 53,0                                                       |
|                                                            | Républicain                                                | Ryan Frazier                                               | 88 026                                                     | 42,0                                                       |
|                                                            | Libertarien                                                | Buck Bailey                                                | 10 117                                                     | 5,0                                                        |
| Total des votes                                            | Total des votes                                            | Total des votes                                            | 210 810                                                    | 100 %                                                      |
|                                                            | Les Démocrates conservent                                  |                                                            |                                                            |                                                            |

### 2012
| Élection de 2012 du 7e district congressionnel du Colorado | Élection de 2012 du 7e district congressionnel du Colorado | Élection de 2012 du 7e district congressionnel du Colorado | Élection de 2012 du 7e district congressionnel du Colorado | Élection de 2012 du 7e district congressionnel du Colorado |
| ---------------------------------------------------------- | ---------------------------------------------------------- | ---------------------------------------------------------- | ---------------------------------------------------------- | ---------------------------------------------------------- |
| Parti                                                      | Parti                                                      | Candidat                                                   | Votes                                                      | %                                                          |
|                                                            | Démocrate                                                  | Ed Perlmutter (sortant)                                    | 182 460                                                    | 54,0                                                       |
|                                                            | Républicain                                                | Joe Coors, Jr.                                             | 139 066                                                    | 41,0                                                       |
|                                                            | Libertarien                                                | Buck Bailey                                                | 9 148                                                      | 3,0                                                        |
|                                                            | Constitution                                               | Douglas Campbell                                           | 10 296                                                     | 2,0                                                        |
| Total des votes                                            | Total des votes                                            | Total des votes                                            | 340 970                                                    | 100 %                                                      |
|                                                            | Les Démocrates conservent                                  |                                                            |                                                            |                                                            |

### 2014
| Élection de 2014 du 7e district congressionnel du Colorado | Élection de 2014 du 7e district congressionnel du Colorado | Élection de 2014 du 7e district congressionnel du Colorado | Élection de 2014 du 7e district congressionnel du Colorado | Élection de 2014 du 7e district congressionnel du Colorado |
| ---------------------------------------------------------- | ---------------------------------------------------------- | ---------------------------------------------------------- | ---------------------------------------------------------- | ---------------------------------------------------------- |
| Parti                                                      | Parti                                                      | Candidat                                                   | Votes                                                      | %                                                          |
|                                                            | Démocrate                                                  | Ed Perlmutter (sortant)                                    | 148 225                                                    | 55,0                                                       |
|                                                            | Républicain                                                | Don Ytterberg                                              | 120 918                                                    | 45,0                                                       |
| Total des votes                                            | Total des votes                                            | Total des votes                                            | 269 143                                                    | 100 %                                                      |
|                                                            | Les Démocrates conservent                                  |                                                            |                                                            |                                                            |

### 2016
| Élection de 2016 du 7e district congressionnel du Colorado | Élection de 2016 du 7e district congressionnel du Colorado | Élection de 2016 du 7e district congressionnel du Colorado | Élection de 2016 du 7e district congressionnel du Colorado | Élection de 2016 du 7e district congressionnel du Colorado |
| ---------------------------------------------------------- | ---------------------------------------------------------- | ---------------------------------------------------------- | ---------------------------------------------------------- | ---------------------------------------------------------- |
| Parti                                                      | Parti                                                      | Candidat                                                   | Votes                                                      | %                                                          |
|                                                            | Démocrate                                                  | Ed Perlmutter (sortant)                                    | 199 758                                                    | 55,18                                                      |
|                                                            | Républicain                                                | George Athanasopoulos                                      | 144 066                                                    | 39,80                                                      |
|                                                            | Libertarien                                                | Martin L. Buchanan                                         | 18 186                                                     | 5,02                                                       |
| Total des votes                                            | Total des votes                                            | Total des votes                                            | 362 010                                                    | 100 %                                                      |
|                                                            | Les Démocrates conservent                                  |                                                            |                                                            |                                                            |

### 2018
| Élection de 2018 du 7e district congressionnel du Colorado | Élection de 2018 du 7e district congressionnel du Colorado | Élection de 2018 du 7e district congressionnel du Colorado | Élection de 2018 du 7e district congressionnel du Colorado | Élection de 2018 du 7e district congressionnel du Colorado |
| ---------------------------------------------------------- | ---------------------------------------------------------- | ---------------------------------------------------------- | ---------------------------------------------------------- | ---------------------------------------------------------- |
| Parti                                                      | Parti                                                      | Candidat                                                   | Votes                                                      | %                                                          |
|                                                            | Démocrate                                                  | Ed Perlmutter (sortant)                                    | 204 260                                                    | 60,42                                                      |
|                                                            | Républicain                                                | Mark Barrington                                            | 119 734                                                    | 35,42                                                      |
|                                                            | Libertarien                                                | Jennifer Nackerud                                          | 14 012                                                     | 4,14                                                       |
| Total des votes                                            | Total des votes                                            | Total des votes                                            | 338 067                                                    | 100 %                                                      |
|                                                            | Les Démocrates conservent                                  |                                                            |                                                            |                                                            |

### 2020
| Élection de 2020 du 7e district congressionnel du Colorado | Élection de 2020 du 7e district congressionnel du Colorado | Élection de 2020 du 7e district congressionnel du Colorado | Élection de 2020 du 7e district congressionnel du Colorado | Élection de 2020 du 7e district congressionnel du Colorado |
| ---------------------------------------------------------- | ---------------------------------------------------------- | ---------------------------------------------------------- | ---------------------------------------------------------- | ---------------------------------------------------------- |
| Parti                                                      | Parti                                                      | Candidat                                                   | Votes                                                      | %                                                          |
|                                                            | Démocrate                                                  | Ed Perlmutter (sortant)                                    | 250 525                                                    | 59,1                                                       |
|                                                            | Républicain                                                | Casper Stockham                                            | 159 301                                                    | 37,6                                                       |
|                                                            | Libertarien                                                | Ken Biles                                                  | 11 510                                                     | 2,7                                                        |
|                                                            | Unity (en)                                                 | Dave Olszta                                                | 2 355                                                      | 0,6                                                        |
| Total des votes                                            | Total des votes                                            | Total des votes                                            | 423 691                                                    | 100 %                                                      |
|                                                            | Les Démocrates conservent                                  |                                                            |                                                            |                                                            |

### 2022
| Primaire démocrate de 2022 du 7e district congressionnel du Colorado | Primaire démocrate de 2022 du 7e district congressionnel du Colorado | Primaire démocrate de 2022 du 7e district congressionnel du Colorado | Primaire démocrate de 2022 du 7e district congressionnel du Colorado | Primaire démocrate de 2022 du 7e district congressionnel du Colorado |
| -------------------------------------------------------------------- | -------------------------------------------------------------------- | -------------------------------------------------------------------- | -------------------------------------------------------------------- | -------------------------------------------------------------------- |
| Parti                                                                | Parti                                                                | Candidat                                                             | Votes                                                                | %                                                                    |
|                                                                      | Démocrate                                                            | Brittany Pettersen                                                   | 71 497                                                               | 100 %                                                                |

| Primaire républicaine de 2022 du 7e district congressionnel du Colorado | Primaire républicaine de 2022 du 7e district congressionnel du Colorado | Primaire républicaine de 2022 du 7e district congressionnel du Colorado | Primaire républicaine de 2022 du 7e district congressionnel du Colorado | Primaire républicaine de 2022 du 7e district congressionnel du Colorado |
| ----------------------------------------------------------------------- | ----------------------------------------------------------------------- | ----------------------------------------------------------------------- | ----------------------------------------------------------------------- | ----------------------------------------------------------------------- |
| Parti                                                                   | Parti                                                                   | Candidat                                                                | Votes                                                                   | %                                                                       |
|                                                                         | Républicain                                                             | Erik Aadland                                                            | 43 469                                                                  | 47,9                                                                    |
|                                                                         | Républicain                                                             | Tim Reichert                                                            | 32 583                                                                  | 35,9                                                                    |
|                                                                         | Républicain                                                             | Laurel Imer                                                             | 14 665                                                                  | 16,2                                                                    |

| Élection de 2022 du 7e district congressionnel du Colorado | Élection de 2022 du 7e district congressionnel du Colorado | Élection de 2022 du 7e district congressionnel du Colorado | Élection de 2022 du 7e district congressionnel du Colorado | Élection de 2022 du 7e district congressionnel du Colorado |
| ---------------------------------------------------------- | ---------------------------------------------------------- | ---------------------------------------------------------- | ---------------------------------------------------------- | ---------------------------------------------------------- |
| Parti                                                      | Parti                                                      | Candidat                                                   | Votes                                                      | %                                                          |
|                                                            | Démocrate                                                  | Brittany Pettersen                                         | 204 984                                                    | 56,4                                                       |
|                                                            | Républicain                                                | Erik Aadland                                               | 150 510                                                    | 41,4                                                       |
|                                                            | Libertarien                                                | Ross Klopf                                                 | 6 187                                                      | 1,7                                                        |
|                                                            | Unity (en)                                                 | Critter Milton                                             | 1 828                                                      | 0,5                                                        |
|                                                            | Indépendant                                                | JP Lujan (write-in)                                        | 92                                                         | 0,0                                                        |
| Total des votes                                            | Total des votes                                            | Total des votes                                            | 363 601                                                    | 100 %                                                      |
|                                                            | Les Démocrates conservent                                  |                                                            |                                                            |                                                            |

### 2024
| Primaire démocrate de 2024 du 7e district congressionnel du Colorado | Primaire démocrate de 2024 du 7e district congressionnel du Colorado | Primaire démocrate de 2024 du 7e district congressionnel du Colorado | Primaire démocrate de 2024 du 7e district congressionnel du Colorado | Primaire démocrate de 2024 du 7e district congressionnel du Colorado |
| -------------------------------------------------------------------- | -------------------------------------------------------------------- | -------------------------------------------------------------------- | -------------------------------------------------------------------- | -------------------------------------------------------------------- |
| Parti                                                                | Parti                                                                | Candidat                                                             | Votes                                                                | %                                                                    |
|                                                                      | Démocrate                                                            | Brittany Pettersen (sortante)                                        | 71 497                                                               | 100 %                                                                |

| Primaire républicaine de 2024 du 7e district congressionnel du Colorado | Primaire républicaine de 2024 du 7e district congressionnel du Colorado | Primaire républicaine de 2024 du 7e district congressionnel du Colorado | Primaire républicaine de 2024 du 7e district congressionnel du Colorado | Primaire républicaine de 2024 du 7e district congressionnel du Colorado |
| ----------------------------------------------------------------------- | ----------------------------------------------------------------------- | ----------------------------------------------------------------------- | ----------------------------------------------------------------------- | ----------------------------------------------------------------------- |
| Parti                                                                   | Parti                                                                   | Candidat                                                                | Votes                                                                   | %                                                                       |
|                                                                         | Républicain                                                             | Sergei Matveyuk                                                         | 46 154                                                                  | 100 %                                                                   |

| Élection de 2024 du 7e district congressionnel du Colorado | Élection de 2024 du 7e district congressionnel du Colorado | Élection de 2024 du 7e district congressionnel du Colorado | Élection de 2024 du 7e district congressionnel du Colorado | Élection de 2024 du 7e district congressionnel du Colorado |
| ---------------------------------------------------------- | ---------------------------------------------------------- | ---------------------------------------------------------- | ---------------------------------------------------------- | ---------------------------------------------------------- |
| Parti                                                      | Parti                                                      | Candidat                                                   | Votes                                                      | %                                                          |
|                                                            | Démocrate                                                  | Brittany Pettersen (sortante)                              | 235 688                                                    | 55,3                                                       |
|                                                            | Républicain                                                | Sergei Matveyuk                                            | 175 273                                                    | 41,1                                                       |
|                                                            | Libertarien                                                | Patrick Bohan                                              | 9697                                                       | 2,3                                                        |
|                                                            | Unity (en)                                                 | Ron Tupa                                                   | 5271                                                       | 1,2                                                        |
|                                                            | Indépendant                                                | Patrick Flahery                                            | 37                                                         | 0,0                                                        |
| Total des votes                                            | Total des votes                                            | Total des votes                                            | 425 966                                                    | 100 %                                                      |
|                                                            | Les Démocrates conservent                                  |                                                            |                                                            |                                                            |